# 拉斯尼茨赫厄
拉斯尼茨赫厄是奥地利施蒂利亚州格拉茨城郊县的一个市镇。总面积14.84平方公里，总人口2623人，人口密度176.8人/平方公里（2005年）。